# Юй Сун
Юй Сун (кит.: 于 颂; нар. 6 серпня 1986, Ціндао, Китай) — китайська дзюдоїстка, бронзова призерка Олімпійських ігор 2016 року, чемпіонка світу.

## Виступи на Олімпіадах
| Олімпіада | Дисципліна  | Місце |
| --------- | ----------- | ----- |
| Ріо 2016  | Понад 78 кг | 3     |